# C11orf88
C11orf88 (англ. Chromosome 11 open reading frame 88) – білок, який кодується однойменним геном, розташованим у людей на 11-й хромосомі. Довжина поліпептидного ланцюга білка становить 169 амінокислот, а молекулярна маса — 19 340.
| 10         |  | 20         |  | 30         |  | 40         |  | 50         |
| ---------- |  | ---------- |  | ---------- |  | ---------- |  | ---------- |
| METGPSEEPS |  | GRKESQEMCP |  | PGLLVFAGSS |  | EQDANLAKQF |  | WISASMYPPS |
| ESQLVLRRDS |  | SQRLPVARPR |  | RSRGSENSHS |  | SQSFHLASNK |  | NRDIFAEALK |
| IQESEEKVKY |  | LQKAKTREEI |  | LQLLRKQREE |  | RISKELISLP |  | YKPKAKEHKA |
| KKVVSESDKE |  | DQEEVKTLD  |  |            |  |            |  |            |

A: Аланін

C: Цистеїн

D: Аспарагінова кислота

E: Глутамінова кислота

F: Фенілаланін

G: Гліцин

H: Гістидин

I: Ізолейцин

K: Лізин

L: Лейцин

M: Метіонін

N: Аспарагін

P: Пролін

Q: Глутамін

R: Аргінін

S: Серин

T: Треонін

V: Валін

W: Триптофан

Задіяний у такому біологічному процесі, як альтернативний сплайсинг. 